# Felipe Solá
Felipe Carlos Solá (Buenos Aires, 23 luglio 1950) è un politico e ingegnere argentino,  dal 2019 al 2021 Ministro degli Affari esteri dell'Argentina sotto la presidenza di Alberto Fernández e dal 2002 al 2007 Governatore della provincia di Buenos Aires.
Solá è stato anche Segretario dell'Agricoltura durante la presidenza di Carlos Menem, Vice Governatore di Buenos Aires sotto Carlos Ruckauf fino alle dimissioni di Ruckauf nel 2002 e membro  Dal 2007 al 2019 è stato membro della Camera dei Deputati dal 2007 al 2019.

## Biografia
Cresciuto nel benestante barrio di Recoleta a Buenos Aires, Solá si è laureato in ingegneria agraria all'Università di Buenos Aires nel 1981. Dopo la laurea, ha lavorato come professore universitario, giornalista, consulente e ricercatore in campo economico.
Solá è stato nominato responsabile degli affari agricoli dal Governatore della Provincia di Buenos Aires, Antonio Cafiero, nel 1987. Il neoeletto Presidente Carlos Menem lo ha quindi nominato ministro dell'agricoltura, dell'allevamento e della pesca dell'Argentina nel 1989, e nel 1991 è stato eletto alla Camera dei Deputati per la Provincia di Buenos Aires nelle file del Partito Giustizialista. Ha ricoperto nuovamente la carica di Segretario dell'Agricoltura sotto Menem nel 1993, e fino al 1998. Durante il suo mandato, è salito agli onori della cronaca per aver concesso, nel 1996, il permesso di coltivare soia OGM a poco meno di tre mesi dalla richiesta di autorizzazione da parte di Monsanto.
Il 10 dicembre 1999 è stato nominato vicegovernatore di Buenos Aires sotto la guida di Carlos Ruckauf, per poi assumere il governatorato il 3 gennaio 2002, in occasione della nomina di Ruckauf a ministro degli Esteri sotto la presidenza di Eduardo Duhalde.
Ricopre la carica di ministro degli Esteri e del Culto dell'Argentina nel Governo guidato da Alberto Fernández dal 10 dicembre 2019.

### Vita privata
Sposatosi nel 1982 con María Teresa González, i due hanno avuto due figli e si sono separati nel 2003. L'attuale compagna è la polista María Elena Cháves, conosciuta a La Plata nel 2004.